# Антониу Абреу
Антониу Абреу (на португалски: António de Abreu) е португалски мореплавател, военноморски офицер, изследовател на Азия.

## Ранни години (1480 – 1511)
Роден е през 1480 година в Мадейра, Португалия, син на Жоао Фернандес Арко и съпругата му Беатрис Абреу. Служи във флота и участва под командването на Афонсу де Албукерке в завладяването на Ормуз през 1507 и на Малака през 1511, където е ранен.

## Експедиционна дейност (1511 – 1514)
От ноември 1511 до декември 1512 г. провежда експедиция с три кораба на изток от п-ов Малака, като един от корабите се командва от Франсиско Серан, братовчед на Фернандо Магелан. В дадените му инструкции се забраняват грабежите и насилието и се препоръчва да се установят дружески отношения с местното население – португалците се стремят да станат монополисти в търговията с подправки, като изместят от пазара арабите и са заинтересовани да се поддържат високи цени на европейския пазар.
Абреу проследява северния бряг на остров Ява и открива протока, отделящ го от остров Мадура. Скоро след отплаването от Ява, корабът на Серан претърпява корабокрушение, но екипажът е спасен от другите два кораба, които продължават на изток. Флотилията пресича от запад на изток моретата Бали и Флорес, като открива островите Бали, Ломбок, Сумбава, Флорес, Алор, Тимор, Ветар и др. На север от остров Ветар (8º ю.ш.) експедицията завива на север, пресича море Банда и португалците достигат до Молукските о-ви – островите Буру, Амбон, Серам и Банда.
След завръщането си в Малака през декември 1512 г., Абреу заминава за Индия с Фернандо Перес де Андраде, след което се отправя за Португалия. Умира през 1514 година на Азорските острови на 34-годишна възраст преди да стигне до Португалия.